# Charlottenborg, Danmark
För stadsdelen Charlottenborg i Motala, se Charlottenborg

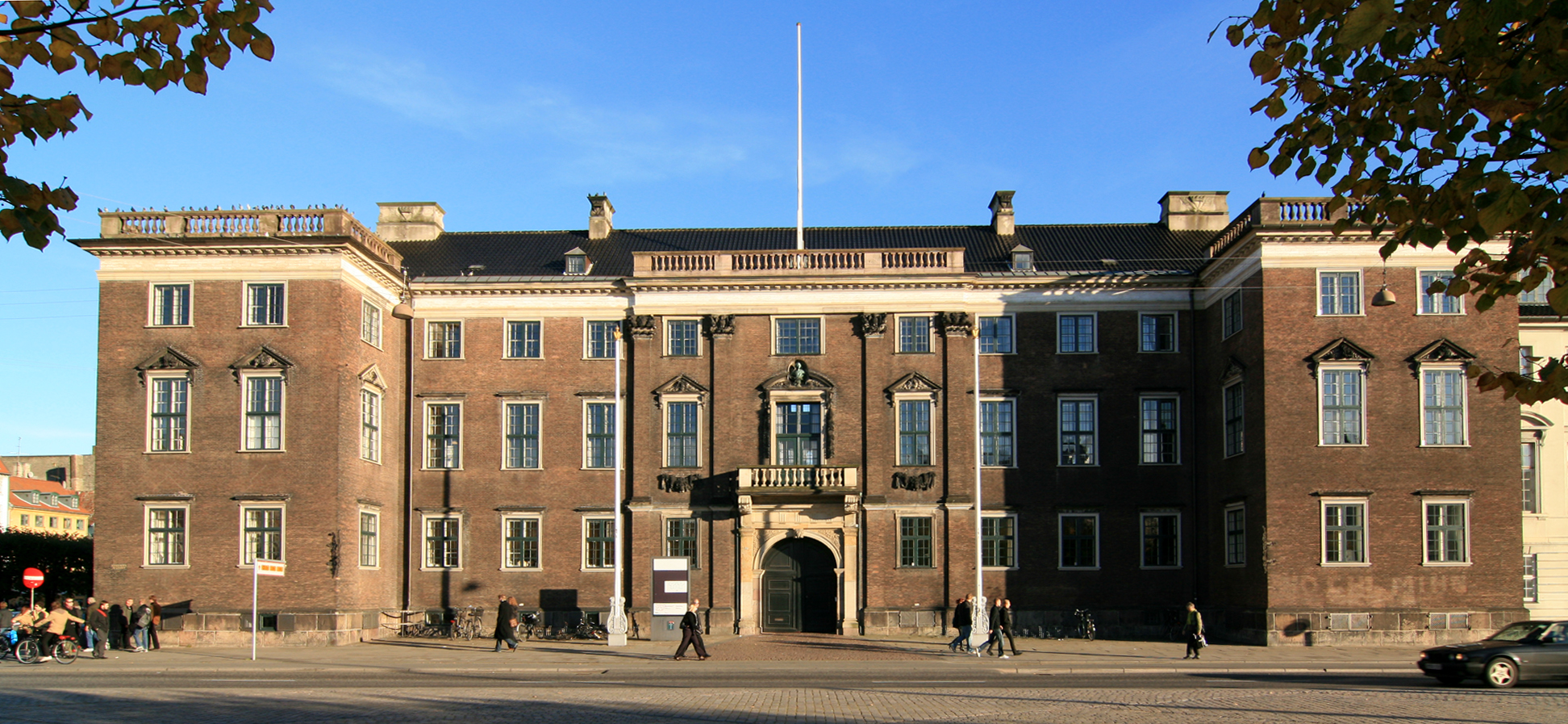
Charlottenborg.

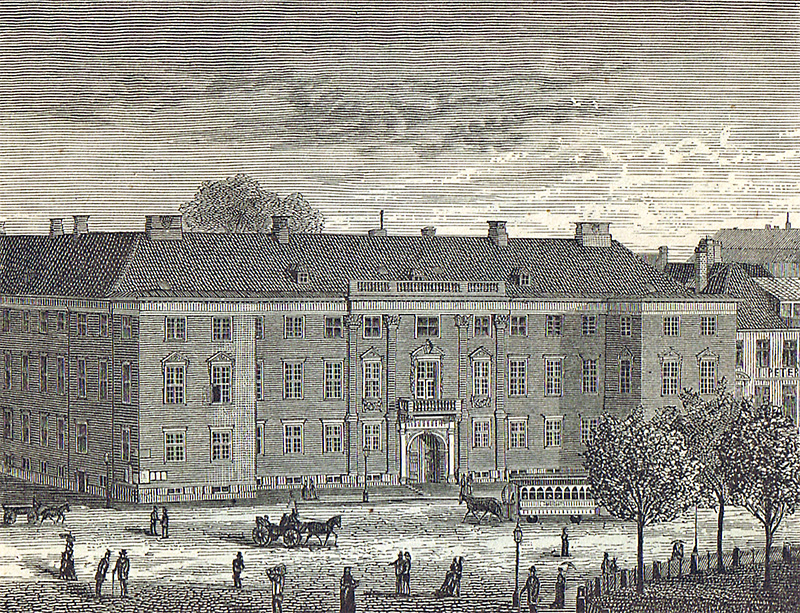
Charlottenborg omkring 1875

Charlottenborg är en utställningslokal och plats för flera kulturinstitutioner i centrala Köpenhamn, Danmark, bland andra Det Kongelige Danske Kunstakademi, Kunsthal Charlottenborg och Danmarks Kunstbibliotek.
Charlottenborg ligger vid Kongens Nytorv i Köpenhamn. Den äldsta delen av Charlottenborg är det gamla Charlottenborgs slott, som byggdes 1672-77 och bestod då av tre längor, medan den fjärde upptogs av en paviljong, genom vilken man då kunde ta sig ut i den stora, då ned till havet sträckande trädgården. Charlottenborgs slott lät byggas av Ulrik Frederik Gyldenløve och var en av de första större byggnader som uppfördes vid det då nyanlagda Kongens Nytorv. 1700-14 innehades slottet av änkedrottning Charlotta Amalia av Hessen-Kassel, och fick efter henne sitt nuvarande namn.
Senare inrymde det en rad olika institutioner, och upptogs från 1791 helt av Akademiet for de skønne Kunster, och dess konstsamlingar. Bakom paviljongen uppfördes på 1880-talet en stor byggnad, avsedd för konstutställningar samt akademins bibliotek. Trädgården användes 1777-1874 som universitetets botaniska trädgård.